# Selwyn (Kanada)
Selwyn (do 2013: Smith-Ennismore-Lakefield) – gmina (ang. township) w Kanadzie, w prowincji Ontario, w hrabstwie Peterborough.
Powierzchnia Smith-Ennismore-Lakefield to 319,61 km². Według danych spisu powszechnego z roku 2001 Smith-Ennismore-Lakefield liczy 16 414 mieszkańców (51,36 os./km²).
Gmina powstała w 2001 roku, do 2013 roku nosiła nazwę Smith-Ennismore-Lakefield.